# Raketentriebwerk
Raketentriebwerke oder auch Raketenmotoren sind Antriebe, die die Antriebskraft (Schub) durch Ausstoßen von Stützmasse entgegen der Antriebsrichtung erzeugen. Weil sie dabei keine Materie von außen ansaugen und beschleunigt wieder ausstoßen, funktionieren sie unabhängig von der Umgebung, also auch im Vakuum. Sie wurden ursprünglich für den Flug von Raketen entwickelt.

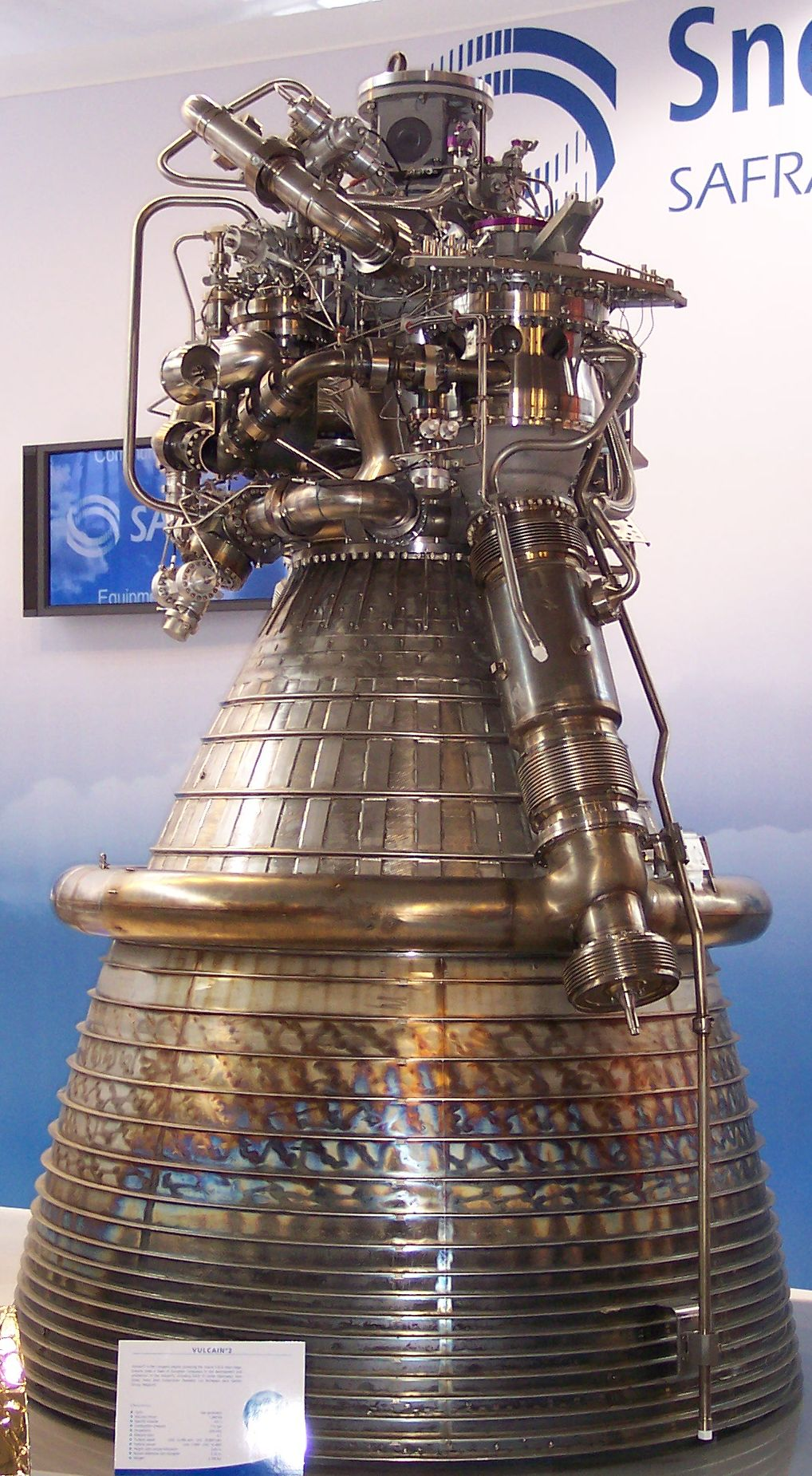
Vulcain-II-Raketentriebwerk einer Ariane 5

Der Arbeit des Raketentriebwerks liegt das Rückstoßprinzip (siehe auch Rückstoßantrieb) im Rahmen des dritten newtonschen Axioms zugrunde. Je höher die Geschwindigkeit der ausgestoßenen Stützmasse ist, desto effizienter ist das Triebwerk und desto größer ist die mögliche Geschwindigkeitsänderung „Delta v“ der Rakete. Raketentriebwerke kommen nicht nur als Antriebe von Raketen, Trägerraketen, Raumfahrzeugen zur Anwendung, sondern auch bei Flugzeugen und speziellen Landfahrzeugen (z. B. Raketenautos). Weit verbreitet sind Raketentriebwerke im militärischen Bereich, wo sie als Antrieb von ballistischen Raketen oder reaktiven Geschossen (etwa von Raketenwerfern) oder zum Antrieb von reaktiven Torpedos eingesetzt werden.
Es existieren verschiedene Ausführungen von Raketentriebwerken und zahlreiche Bemühungen, die benötigten Betriebsmittel von Raketentriebwerken zu reduzieren (siehe Aerospike).
Theoretische Effekte, die bei einem Raketenantrieb zu verzeichnen sind, wurden 1903 von Konstantin Ziolkowski mit der Raketengrundgleichung dargestellt. Später kam Hermann Oberth unabhängig davon zu den gleichen Erkenntnissen.

## Technik

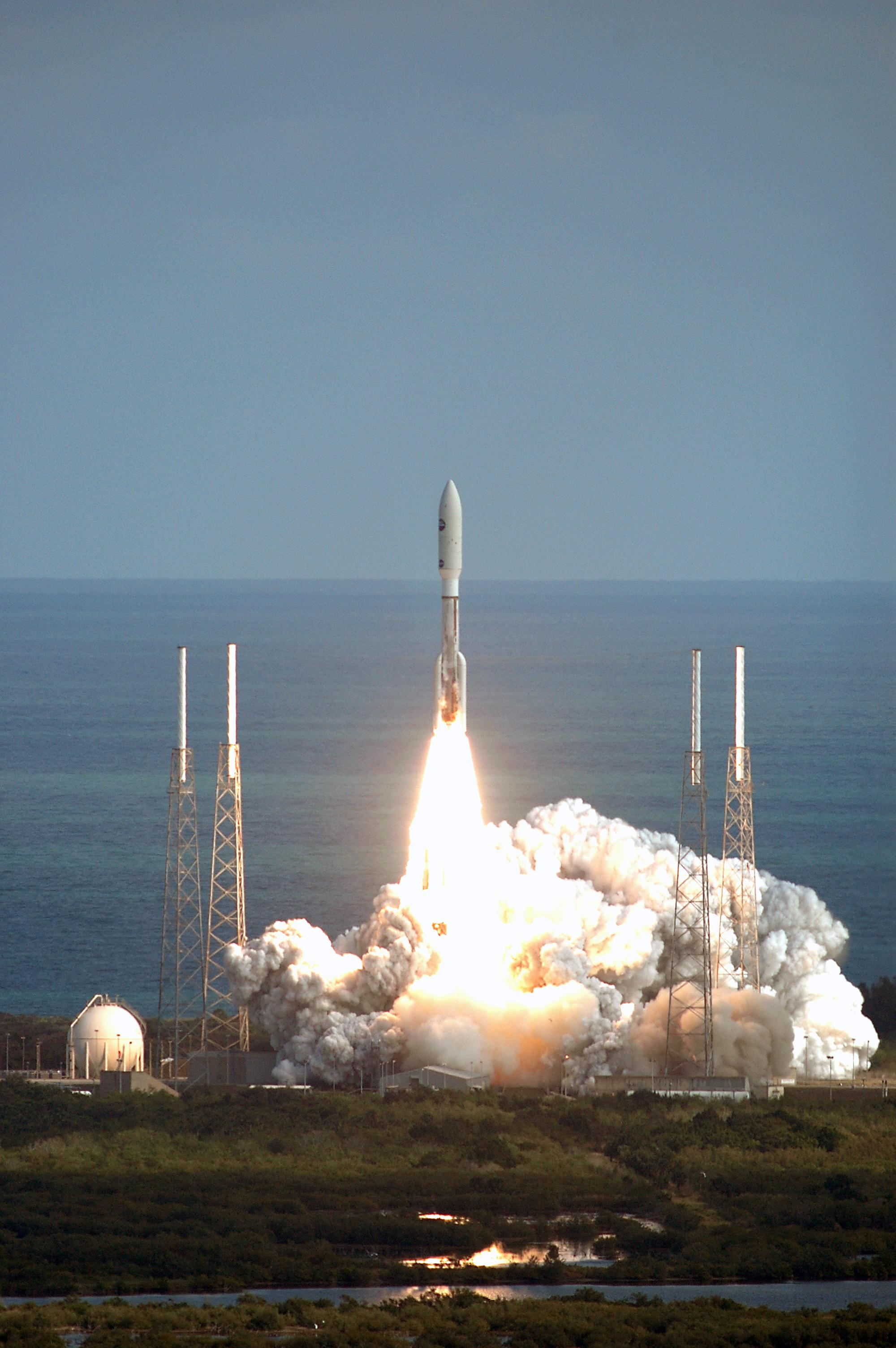
Atlas-V-Rakete beim Start

Die meisten (aber nicht alle) Raketenantriebe sind Verbrennungskraftmaschinen: Sie erhitzen durch Verbrennung eines Brennstoffs mit Oxidationsmitteln eine Stützmasse (in der Regel die Verbrennungsprodukte) in einer Brennkammer bei sehr hoher Temperatur und lassen das energiereiche Produkt in Gasform durch eine Öffnung austreten. Die bei der Verbrennung freigesetzte thermische Energie sowie der entstehende Druck in der Brennkammer werden beim Austreten in kinetische Energie umgewandelt und erzeugen somit die Schubkraft nach dem Rückstoßprinzip. Die speziell geformte Austrittsöffnung der Brennkammer wird Düse genannt, sie dient zur Erhöhung der Austrittsgeschwindigkeit (resultiert in höherer Schubkraft) sowie zur Erhöhung des Innendrucks in der Brennkammer (zugunsten des Verbrennungsprozesses). Eine häufig verwendete Düsenart ist die Lavaldüse. Die Düse muss gekühlt werden, was entweder durch Beschichtungen oder durch innen liegende Kühlleitungen, durch die der oft kryogene Brennstoff fließt, erreicht wird. Idealerweise entspannt man den Strahl bis auf den Umgebungsdruck; im Vakuum oder aus praktischen Gründen (Länge und Gewicht) ist das nicht möglich, die Auslegung der Düse ist daher ein Kompromiss und Teil der Antriebsauslegung.
Eine wesentliche Kenngröße von Raketentriebwerken ist der spezifische Impuls, der die Effizienz des Antriebs als Verhältnis zwischen Impuls und verbrauchter Treibstoffmasse beschreibt. Er hat – in SI-Einheiten – die Einheit m/s und liegt z. B. bei einem Feststoffmotor bei 2450 m/s, einem Flüssigkeitstriebwerk wie etwa dem des Space Shuttle bei 4444 m/s.
Als weitere Bauteile kommen häufig Behältnisse für mitgeführte Betriebsstoffe, Betriebsstoffpumpen und Kühlsysteme hinzu.
Eine Rakete verliert während der Betriebsdauer ihres Raketentriebwerks an Masse (es sei bemerkt, dass bei gleich bleibendem Schub deshalb die Beschleunigung steigt). Bei einem chemischen Raketenantrieb ist der Brennstoffverbrauch sehr hoch, deshalb fällt dieser Effekt viel stärker ins Gewicht als bei einem nuklearen Raketentriebwerk, der das auszustoßende Gas durch eine Kernreaktion erhitzt. Noch weniger Treibstoff verbrauchen elektrische Raketentriebwerke, zu denen zum Beispiel der Ionenantrieb zählt.
Der Raketenantrieb ist die bisher einzige Antriebsart, die es ermöglicht, Raumfahrt zu betreiben. Zum Beschleunigen innerhalb unseres Sonnensystems dient oftmals zusätzlich die Swing-by-Methode zur Treibstoffersparnis. Diskutierte Alternativen zum Raketenantrieb in der Raumfahrt sind Antriebe ohne Reaktionsmasse wie Sonnensegel, Abschussmechanismen mit einer Railgun und weitere; es gibt zahlreiche Spekulationen über Antriebe mit Antimaterie oder Wurmlöchern.
Raketenantriebe werden in der militärischen Luftfahrt zur Starthilfe benutzt. In Einzelfällen werden sie auch bei Automobilen eingesetzt, um etwa Geschwindigkeitsrekorde zu erzielen. Auch gibt es Anwendungen im Hobbybereich, Modellbau und bei Spielzeugen: Hier werden vielfach Druckluftraketen und Wasserraketen eingesetzt.

## Arten von Raketentriebwerken
Es gibt mehrere Gruppen und viele Varianten von Raketentriebwerken:
- chemische Raketentriebwerke
  - Feststoffrakete
  - Flüssigkeitsrakete (monopropellant, bipropellant)
  - Hybridrakete
- solarthermische Raketentriebwerke
- nukleare Raketentriebwerke (siehe auch: NERVA)
- elektrische Raketentriebwerke
  - Ionentriebwerke, thermische Lichtbogentriebwerke, Resistojet usw.
- Kaltgas-Raketentriebwerke.

Die heute am weitesten verbreiteten Raketentriebwerke sind Modelle mit chemischen Reaktionen zur Erzeugung der benötigten Energie. Es existiert eine Vielzahl an Modellen, die bisher nur theoretisch vorgeschlagen wurden bzw. sich noch in der Entwicklung befinden.

### Chemisches Raketentriebwerk
Ein chemisches Raketentriebwerk arbeitet (im Gegensatz zu einigen anderen Triebwerken) völlig unabhängig von seiner Umgebung. Es ist meist eine Verbrennungsmaschine wie das luftatmende Strahltriebwerk, aber im Gegensatz zu diesem nicht auf den Luftsauerstoff als Oxidationsmittel angewiesen. Alternativ kann auch eine andere (exotherme) chemische Reaktion anstatt einer Verbrennung stattfinden sowie bloßer Molekülzerfall (beides sehr selten). Immer werden jedoch alle notwendigen Betriebsmittel mitgeführt, so z. B. der zur Verbrennung des Brennstoffs notwendige Sauerstoff. Das Triebwerk kann deshalb auch im Vakuum arbeiten.
Die folgenden drei Formen von chemischen Triebwerken (auf Sauerstoff-Verbrennung basierend) sind gebräuchlich und unterscheiden sich im Lagerungszustand der Betriebsmittel:

#### Feststofftriebwerk

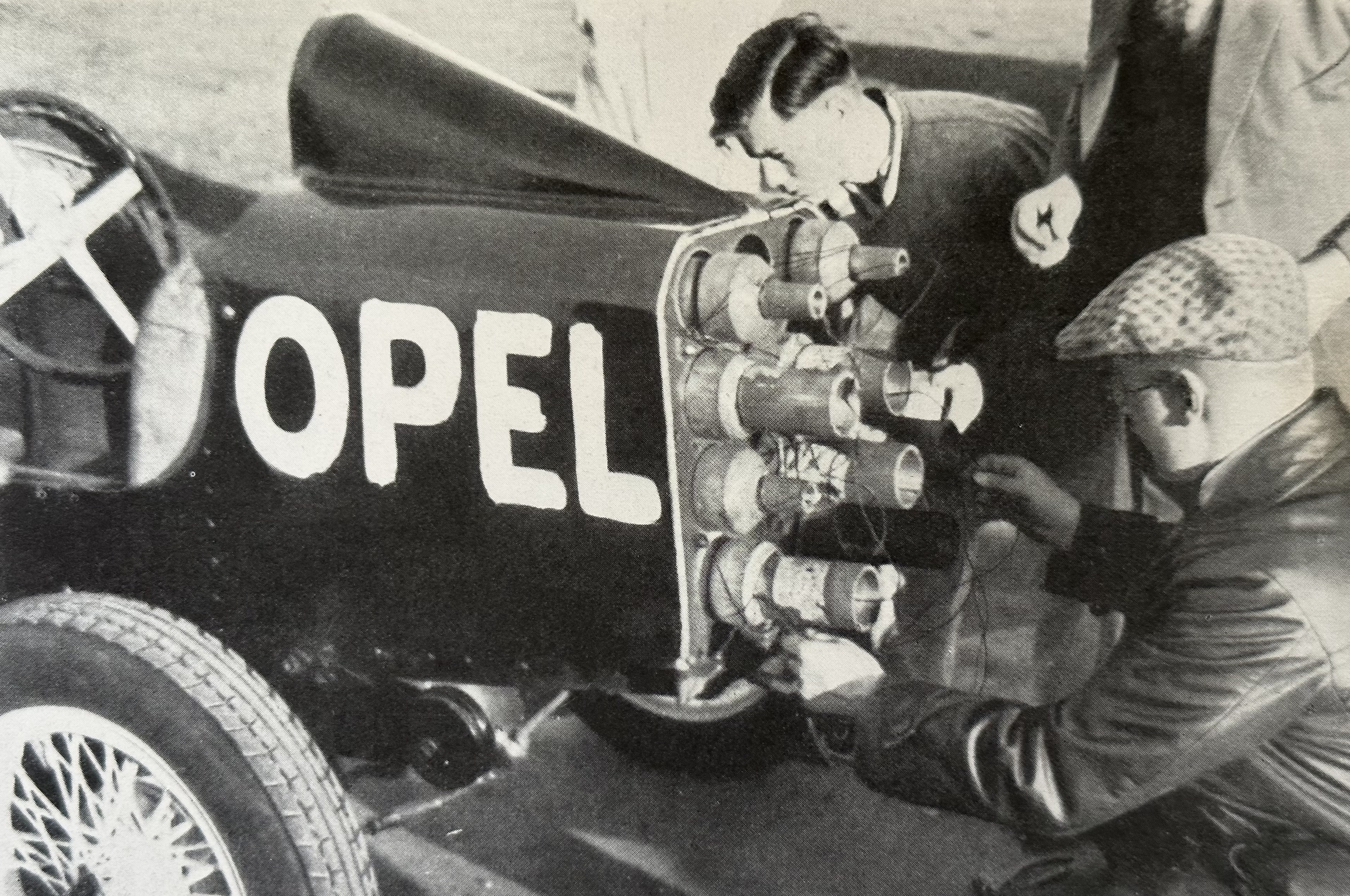
Die ersten Feststoffraketen als Antrieb: Der Raketenkasten des RAK1, März 1928

Der Treibstofftank ist zugleich die Brennkammer. Man unterscheidet zwischen Stirnbrennern, bei denen der zylindrische Brennstoffblock vom Ende her abbrennt (konstante, kreisförmige Brennfläche), und Zentralbrennern, bei denen ein Brennkanal von zylindrischem, sternförmigem oder sonst prismatischem Querschnitt durch die gesamte Länge des Treibstoffblocks verläuft und dieser von innen her abbrennt (Brennfläche in Form eines Prismenmantels, je nach Kanalquerschnitt ergibt sich eine Verlaufskurve des Brennflächeninhalts). Stirnbrenner entwickeln für längere Zeit eine geringe Schubkraft, Zentralbrenner für sehr viel kürzere Zeit eine sehr hohe Schubkraft; sogenannte Booster werden daher meist als Zentralbrenner ausgeführt.
Durch die Konsistenz des Treibstoffes lassen sich verschiedene Eigenschaften ableiten. Man benötigt keinerlei Zuleitungen, Steuerventile oder Pumpen, denn die Reaktionsmasse befindet sich bereits in der Brennkammer. Militärische Raketen werden fast immer als Feststoffraketen ausgelegt. Ein weiterer Vorteil von Feststoffraketen ist die hohe erreichbare Schubkraft. Zu den Nachteilen gehören jedoch die schlechte Regulierung der Schubkraft und der Arbeitsdauer. Die Verbrennung kann nach der Zündung nicht mehr abgebrochen oder neu gestartet werden.
Der wichtigste Vorteil von Feststoffraketen ist jedoch der hohe Schub. Die Feststoffbooster des Space Shuttle waren mit einem Schub von maximal 14,5 Meganewton die bis dahin stärksten eingesetzten Raketentriebwerke. Erst die für das SLS weiterentwickelte, seit 2022 eingesetzte verlängerte Version dieser Booster erreicht einen größeren Schub. Das größte Flüssigkeitstriebwerk, das F-1 der Saturn V, kam auf maximal rund 6,9 Meganewton.

#### Flüssigkeitstriebwerk

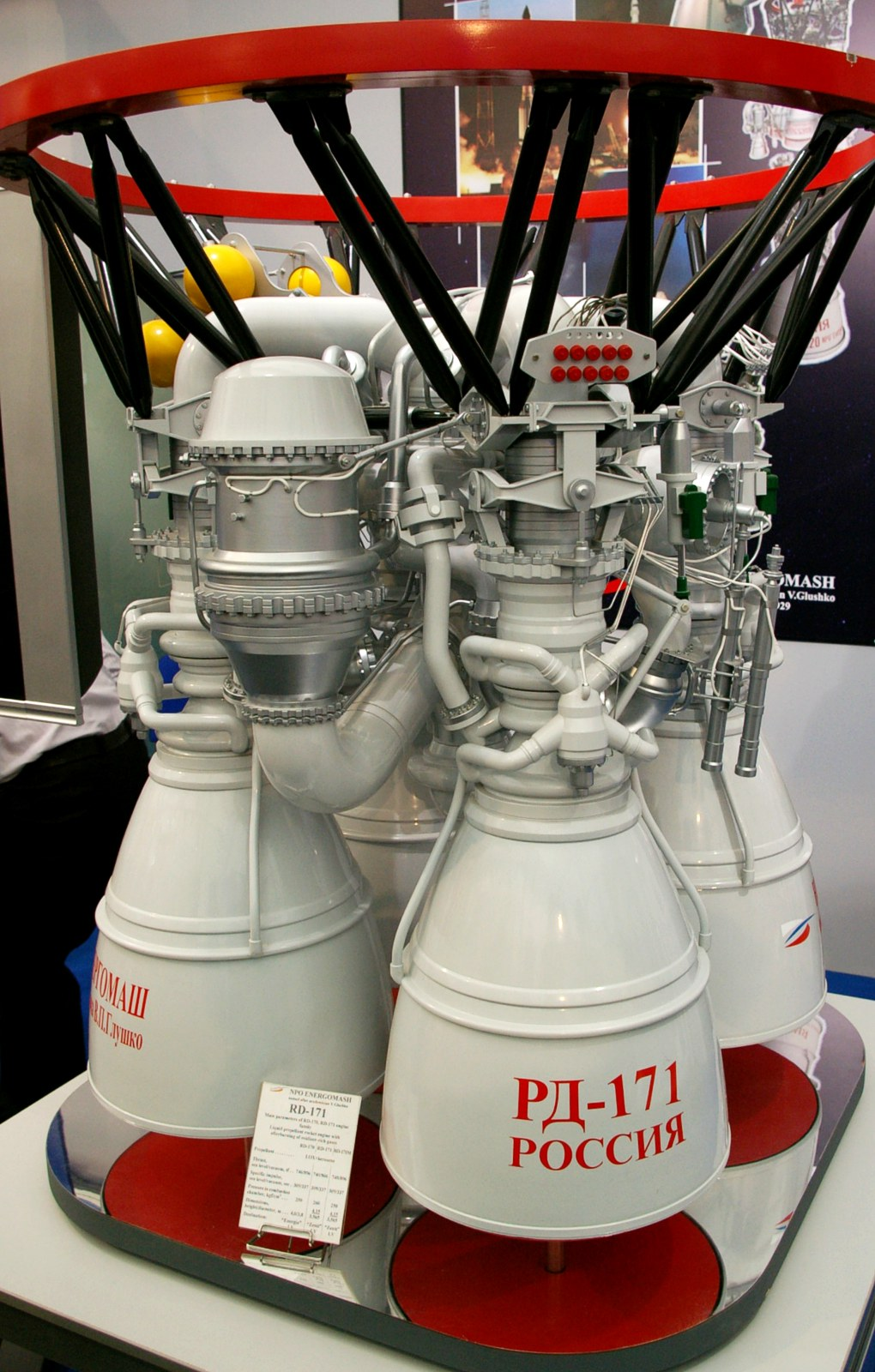
RD-171 (Modell), das bisher schubstärkste Flüssigkeitstriebwerk

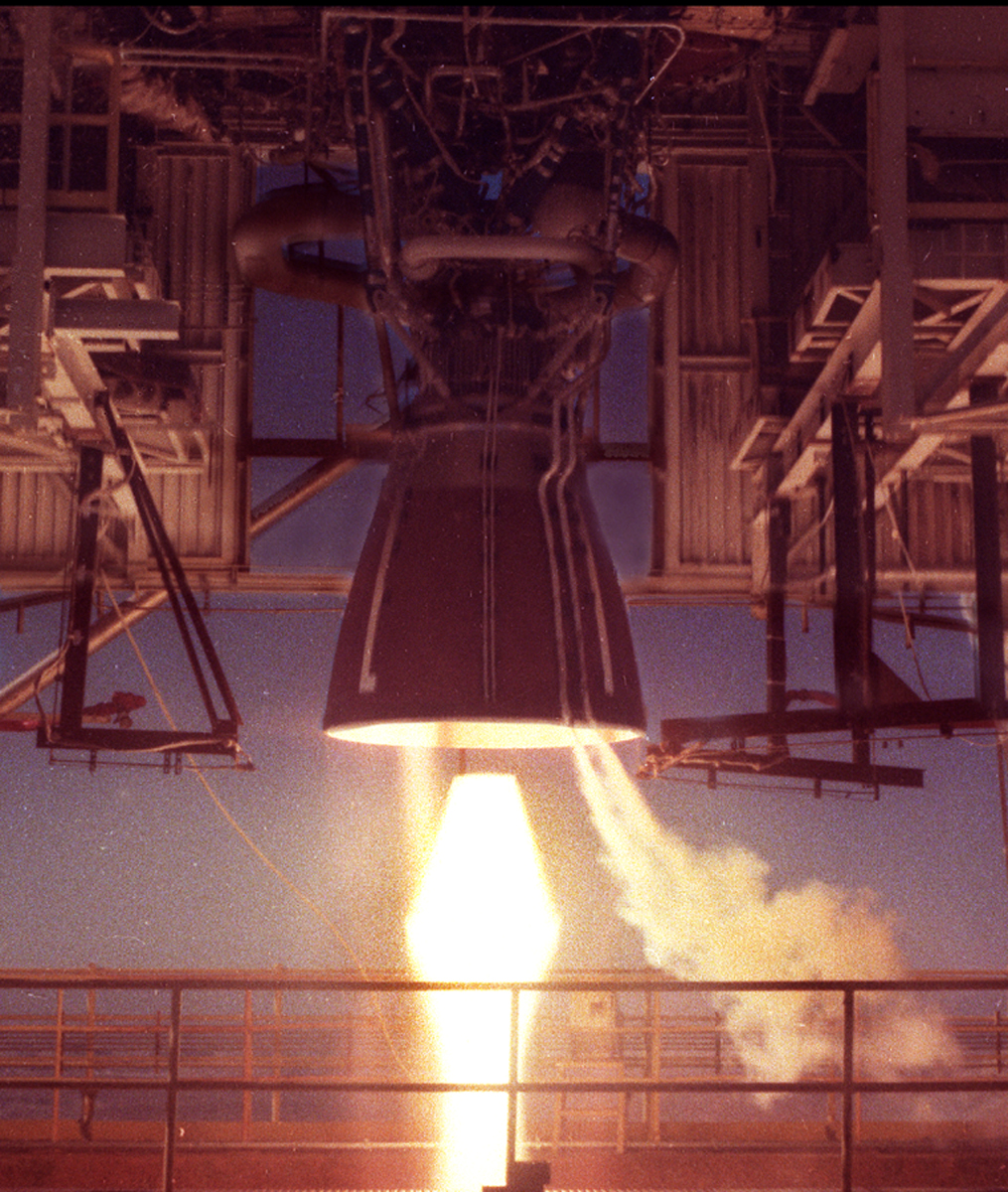
Ein RS-68-Triebwerk bei einem Testlauf

Der Aufbau von Flüssigkeitsraketentriebwerken ermöglicht eine Schubregulierung, lange Arbeitszeit und eine relativ günstige Wiederverwendung. Bei Flüssigkeitsraketentriebwerken werden Brennstoff und (sofern es sich nicht um ein Monergoltriebwerk handelt) Oxidans außerhalb des Triebwerks gelagert. Sie lassen sich mit geringem Mehraufwand auch wiederzündbar auslegen, so dass das Triebwerk während des Fluges mehrere Brennphasen haben kann.
Häufig handelt es sich bei den Betriebsstoffen um sehr aggressive Chemikalien oder kaltverflüssigte Gase. Beide müssen in speziellen korrosionsfesten bzw. isolierten Tanks aufbewahrt werden, um so ein Verdampfen der Gase oder ein Angreifen der Behälterwandung zu vermeiden.
Da die Treibstoffe gelagert und gefördert werden müssen, ist eine Flüssigtreibstoffrakete in ihrem Aufbau normalerweise deutlich komplizierter als eine Feststoffrakete. Durch die meist hochenergetischen Treibstoffe entstehen Temperaturen von bis zu 4000 Kelvin in der Brennkammer, was die Verwendung hoch hitzebeständiger Materialien und eine leistungsfähige Kühlung erfordert. Zur Kühlung kann auf Oxidans und Treibstoff zurückgegriffen werden. Durch den hohen Druck, unter dem sich die Gase in flüssiger Form befinden, kann man damit aufgrund der niedrigen Temperatur verschiedene Bauteile über Wärmeübertrager kühlen.

##### Treibstoffförderung
In einem Flüssigkeitsraketentriebwerk müssen der oder die Brennstoffe gegen den dort herrschenden Druck in die Brennkammer gefördert werden.
- Beim Prinzip der Druckgasförderung werden die Tanks unter Druck gesetzt (meist mit Helium oder einem anderen inerten Gas.) Dies begrenzt den Brennkammerdruck und ist daher nur für Systeme kleiner Leistung geeignet, erhöht aber die Zuverlässigkeit, da weniger Teile benötigt werden.
- Die Pumpenförderung lässt hohe Drücke und Leistungen zu, ohne dass die gesamte Tankstruktur für den Brennkammerdruck ausgelegt werden muss. Nachteilig ist die höhere Komplexität dieser Anlagen. Die Pumpen können beispielsweise mit Hilfstreibstoffen oder direkt mit den Hauptbrennstoffen über eine Turbine betrieben werden, wobei man folgende weitere Unterscheidung trifft:

##### Haupt- oder Nebenstrom
Bei Flüssigkeitsraketentriebwerken mit Pumpenförderung kann zwischen Haupt- und Nebenstromtriebwerken unterschieden werden:
- Bei Hauptstromtriebwerken werden die gesamten Treibstoffe durch die (Haupt-)Brennkammer geführt. Die Turbinen zur Treibstoffförderung werden hierbei entweder durch eine im Kühlsystem des Triebwerkes erhitzte Treibstoffkomponente (Expander Cycle) oder durch ein in einer Vorbrennkammer erzeugtes Arbeitsgas angetrieben (Staged Combustion Cycle).
- Bei Nebenstromtriebwerken werden die Teile der Treibstoffe, die zum Betrieb der Turbinen der Treibstoffförderung verwendet werden, nicht durch die Hauptbrennkammer geführt. Eine Bauform des Nebenstromtriebwerkes stellt der Gasgenerator Cycle dar. Hierbei wird zum Antrieb der Treibstoffpumpen ein Teil der Treibstoffe in einem Gasgenerator verbrannt und das Arbeitsgas in einer zum Haupttriebwerk parallelen Düse entspannt oder im divergenten Teil der Hauptdüse dem Hauptstrom zugeführt. Eine andere Ausprägung stellt der Topping Cycle dar. Hier wird der Brennstoffstrom in zwei Stränge aufgeteilt. Der kleinere Strom durchfließt die Kühlung des Triebwerkes, treibt die Turbinen der Treibstoffpumpen an und wird im divergenten Bereich der Hauptdüse dem Hauptstrom zugeführt.

#### Hybridraketentriebwerk
In Hybridraketentriebwerken werden sowohl feste als auch flüssige Treibstoffkomponenten verwendet. Dem Festtreibstoff wird der Flüssigtreibstoff geregelt zugeführt, was eine verbesserte Kontrolle über die Arbeitsgeschwindigkeit und -dauer als bei reinen Feststofftriebwerken zulässt.
Ein solches Triebwerk wird etwa im SpaceShipOne verwendet, einer privat entwickelten Rakete, die im Jahr 2003 als erstes Privatunternehmen einen Menschen in das Weltall (auf über 100 km Höhe) beförderte. Die Mischung aus Feststoffbrennkammer und einem einfachen Flüssiggas-Oxidans (Distickstoffmonoxid) erwies sich als besonders ökonomisch.

#### Steuersysteme
Es gibt eine Reihe von Möglichkeiten, den Schubvektor eines Raketentriebwerks zu beeinflussen:
- Strahlablenkung (z. B. durch Strahlruder oder -klappen) wurde bei frühen Mustern wie der A4 eingesetzt
- Schwenken des Schubstrahls (durch Schwenken des Triebwerks mit Brennkammer) ist die am häufigsten eingesetzte Methode
- asymmetrische Verbrennung (z. B. Injektion von Sekundärtreibstoff in den Schubstrahl).

#### Treibstoffe
Für Raketentriebwerke gibt es eine große Palette an Treibstoffen; bei den chemischen Treibstoffsystemen unterscheidet man allgemein entweder nach der Art des Treibstoffes in Fest-, Flüssig- oder Hybridtreibstoffe oder aber nach Anzahl der am Verbrennungsprozess beteiligten Reaktionsstoffe in monergol (1 Chemikalie), diergol (2 Chemikalien) oder triergol (3 Chemikalien).

### Solarthermisches Raketentriebwerk
Ein solarthermischer Antrieb, Solar Orbit Transfer Vehicle, SOTV, für den Wechsel von LEO nach GEO, ist in Entwicklung. Dabei konzentrieren zwei aufblasbare Parabolspiegel die Sonnenstrahlung auf einen Graphitblock, durch den Wasserstoff geleitet wird, der dadurch auf etwa 2400 Kelvin aufgeheizt wird.

### Elektrisches Raketentriebwerk
Elektrische Antriebssysteme für die Raumfahrt verwenden elektrische Energie zur Schuberzeugung. Da sie nur geringen Schub erzeugen, können sie nicht für Trägerraketen genutzt werden, sondern kommen bisher nur auf Satelliten und Sonden zur Anwendung.
Vor- und Nachteile für elektrische Antriebe sind:
- Sehr hoher spezifischer Impuls möglich (Austrittsgeschwindigkeit des Treibstoffs).
- Vergleichbar geringes Schubniveau realisierbar, ein Starten von der Erdoberfläche ist deshalb rein elektrisch nicht möglich.
- Geringer Schub führt zu präzisen Lageregelungsmanövern, z. B. für Beobachtungssatelliten.
- Die Leistung wird durch die elektrische Energie begrenzt, die vom Raumflugkörper bereitgestellt werden kann.
- Kurzzeitige Richtungsänderungen sind wegen der langen Brenndauer bei geringem Schub schwierig.

Auf Grund der verschiedenartigen Bauweisen und Methoden zur Schuberzeugung werden die elektrischen Antriebe weiter unterschieden. Die Einteilung erfolgt dabei nach dem Funktionsprinzip in die a) elektrothermischen, b) elektrostatischen und c) elektromagnetischen Antriebe. Je nach Art der elektrischen Energiegewinnung wird weiterhin zwischen solarelektrischen und nuklearelektrischen Systemen unterschieden.

#### Elektrothermischer Antrieb
Der (gasförmige) Treibstoff wird mit Hilfe einer Widerstandsheizung oder eines Lichtbogens erhitzt und anschließend mittels einer Düse beschleunigt. Durch die hohen Temperaturen kann ein vergleichbar hoher Schub erzeugt werden, der allerdings durch den geringen Massenfluss begrenzt wird. Als Treibstoff dienen Gase mit geringer molaren Masse, wie z. B. Wasserstoff oder Ammoniak. Der Wirkungsgrad der elektrischen Energie zur Aufheizung ist relativ gering.
Triebwerke mit Widerstandsheizung werden als Resistojets, solche mit Lichtbogenheizung als Arcjets bezeichnet.
Der erzielbare Schub eines elektrothermischen Antriebs ist gering bei einigen 100 mN. Die Ausströmgeschwindigkeit liegt typischerweise im Bereich von 10.000 bis 30.000 m/s.

#### Elektromagnetischer Antrieb
Der Treibstoff bzw. die Stützmasse wird wie beim elektrothermischen Antrieb mit Hilfe von Widerstandsheizung oder durch einen Lichtbogen erhitzt. Ein elektromagnetischer Antrieb beschleunigt jedoch das erzeugte Plasma (≈ 10.000 K) in einem magnetischen Feld (Lorentzkraft) anstatt mit einer Düse.
Der erzielbare Schub eines elektromagnetischen Antriebes ist bisher gering und liegt im mN-Bereich. Hierfür werden elektrische Leistungen im kW-Bereich benötigt. 
Die Effektivität der Plasmatriebwerke hängt vom verwendeten Treibstoff ab. Meist werden Treibstoffe mit geringer molarer Masse verwendet, z. B. Wasserstoff, deren Lagerung jedoch aufwändig ist.

#### Elektrostatischer Antrieb

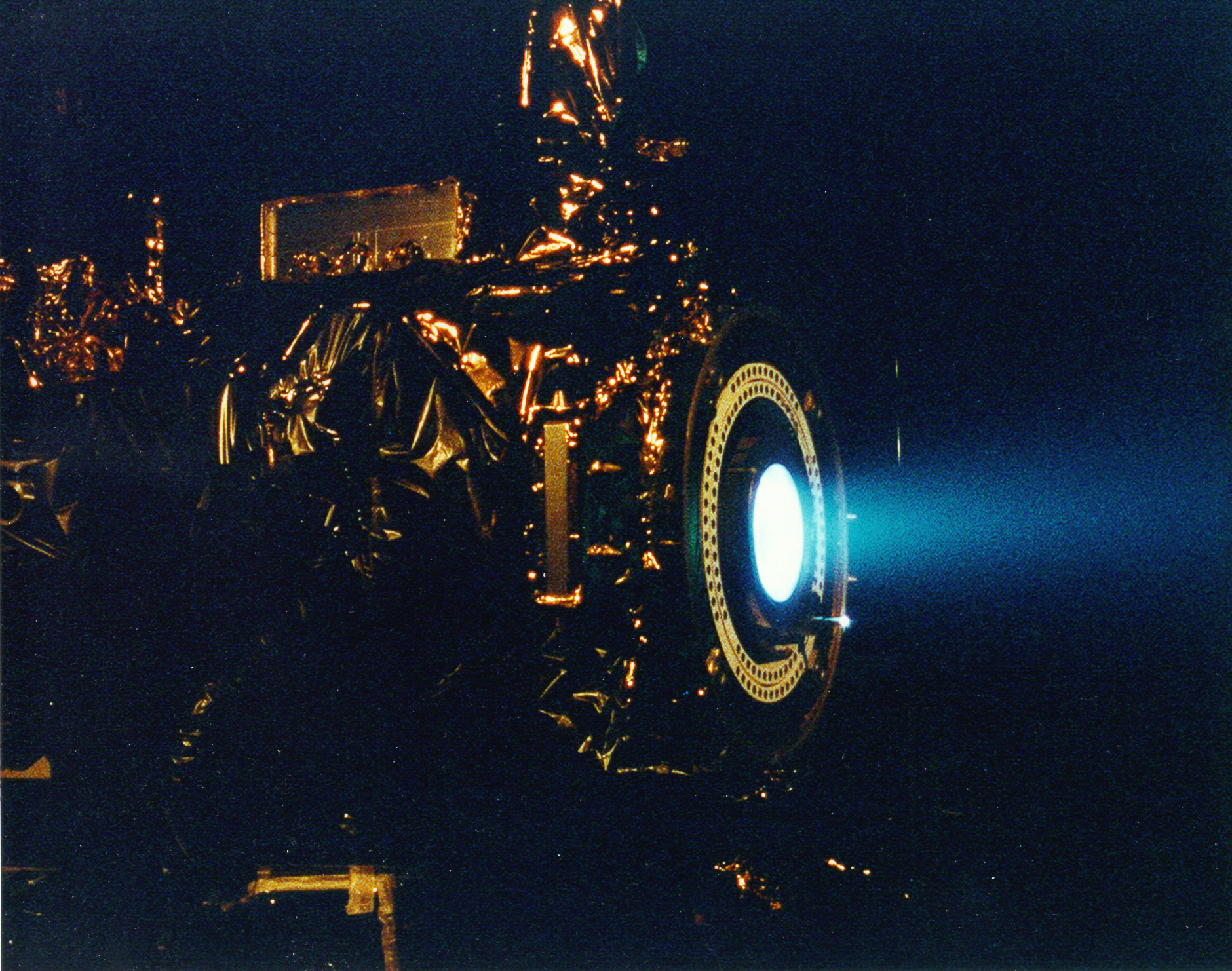
Testlauf eines Ionentriebwerks

Bei elektrostatischen Triebwerken erfolgt die Schuberzeugung durch Verdampfung der Stützmasse, wenn diese nicht schon gasförmig ist, Ionisation der Atome und Beschleunigung der Ionen in einem elektrischen Feld. Zur Vermeidung einer elektrischen Aufladung des Triebwerkes ist es notwendig, die Stützmasse hinter der Beschleunigungsstrecke durch Zugabe der bei der Ionisation entfernten Elektronen zu neutralisieren. Die Schubkraft je Ion und damit die Effizienz nimmt mit der Masse der beschleunigten Ionen zu, weshalb Ionentriebwerke die Ionen relativ schwerer Elemente benutzen. Verwendet wird heute wegen seiner Reaktionsträgheit und leichten Förderbarkeit fast immer das schwere und teure Edelgas Xenon.
Der Wirkungsgrad dieser Antriebe ist relativ hoch, ebenso die Ausströmgeschwindigkeit. Die erreichbaren Schubkräfte sind jedoch sehr gering und liegen im mN-Bereich.

### Nukleares Raketentriebwerk

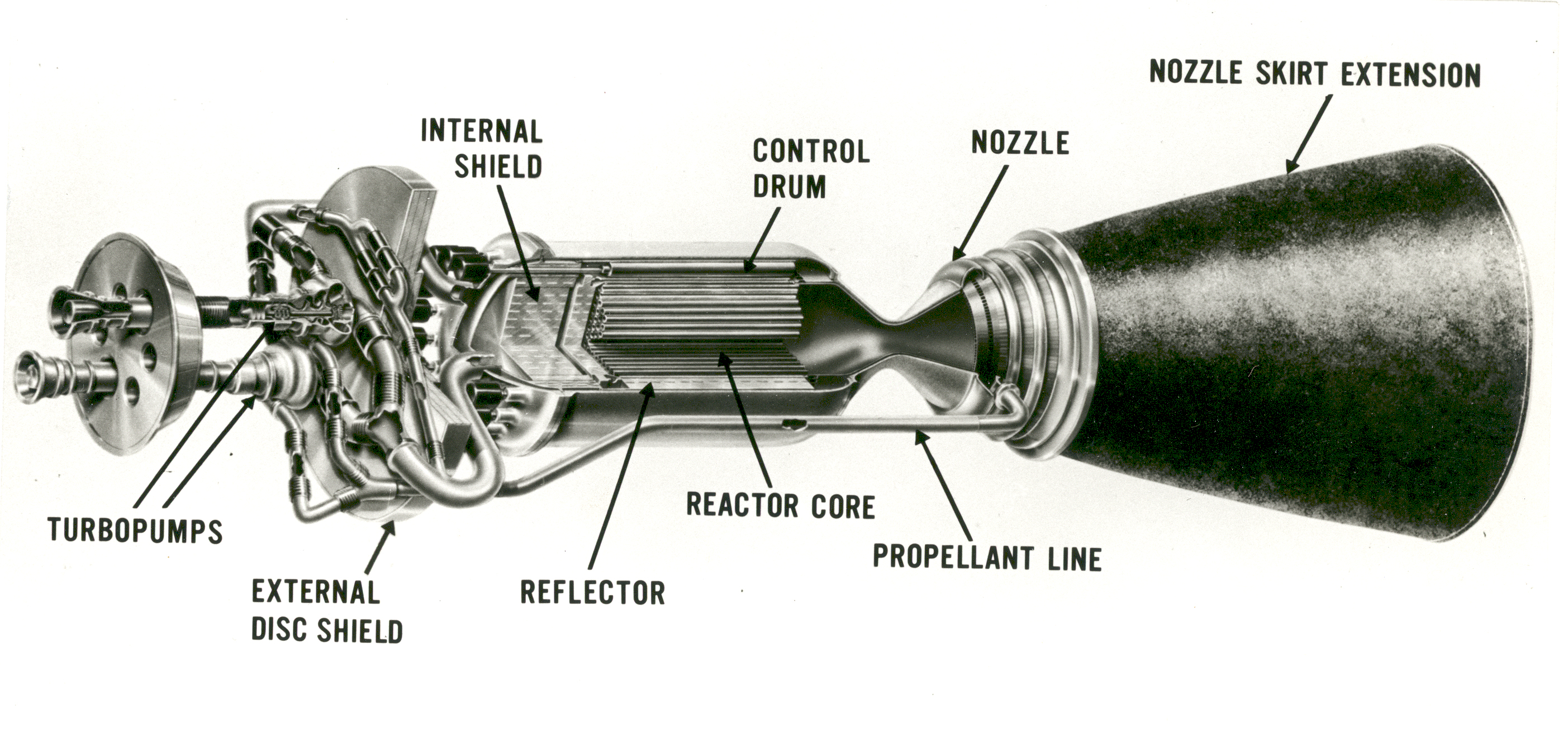
NERVA-Kernspaltungs-Raketentriebwerk (NASA)

Schema eines nuklearen Raketentriebwerks

Unter nuklearen Raumfahrtantrieben werden alle Antriebssysteme zusammengefasst, die mit Hilfe nuklearer Reaktionen betrieben werden. Nukleare Energie kann grundsätzlich durch Kernspaltung oder Kernfusion erzeugt werden. Die so erzielbaren Leistungsdichten sind um den Faktor {\displaystyle 10^{6}} (Kernspaltung) beziehungsweise {\displaystyle 10^{7}} (Kernfusion) größer als die chemischer Antriebe. An der Kernfusion wird noch gearbeitet, etwa bei ITER.
Bis heute ist jedoch allein die Kernspaltung technisch realisiert und beherrscht, und nur darauf basierende Antriebssysteme wurden bisher entwickelt und erprobt, etwa zwischen 1954 und 1972 bei NERVA. Hier wurde in Tests ein spezifischer Impuls von 825 s erreicht, im Unterschied etwa zu den 452 s aktueller Flüssigtreibstoffmotoren wie dem des Space Shuttle.
Zum operativen Einsatz im Sinne einer Raumfahrtmission ist bisher kein nukleares Antriebssystem gekommen, da sie aus ökologischen oder politischen Gründen bisher nicht einsetzbar erschienen.
Auch für den militärischen Einsatz geplante und entworfene nukleare Raketenantriebe kamen über den Prototypenstatus nicht hinaus. Das für den geplanten interkontinentalen Marschflugkörper Pluto entwickelte nukleare Ramjet-Triebwerk Tory-IIC wurde 1964 zum zweiten und letzten Mal getestet. Das entsprechende Projekt wurde am 1. Juli 1964 beendet.
Allen nuklearen Antriebssystemen oder -konzepten ist gemein, dass die in dem nuklearen Prozess erzeugte Energie auf eine Stützmasse übertragen wird und diese in einer Düse entspannt wird. Einzige Ausnahme von dieser Regel stellte das Konzept des nuklearen Pulsantriebs dar. Hierbei sollten Atombomben außerhalb des Raumfahrzeuges gezündet und der Impuls des auf das Raumfahrzeug treffenden Plasmas zur Beschleunigung verwendet werden, siehe Orion-Projekt.
Ab 2003 wurde bei der NASA wieder über das Projekt Prometheus nachgedacht. Ziel ist ein Nuklearantrieb, der Sondenmissionen zu den mittleren Planeten des Sonnensystems ermöglichen soll, etwa für das JIMO-Programm. Die mittels Kernkraft erzeugte elektrische Energie soll hier über einen Ionenantrieb umgesetzt werden.
Im Oktober 2009 hat die russische Weltraumagentur Roskosmos angekündigt, eine bereits 1954 begonnene Entwicklung eines Gaskernreaktors (Nuclear Gas Core Reactor – NGCR) wieder aufzunehmen. Das Triebwerk nutzt hochangereichertes Uran in einer Plasma-Gasphase bei einem Druck von 1000 bar und Temperaturen bis 70.000 Kelvin. Als Treibstoff soll Wasserstoff eingesetzt werden, ergänzt um Alkalimetalle wie Lithium, um den Energietransfer aus der Strahlung zu fördern. Der Projektplan soll bis 2012 entwickelt worden sein, die Entwicklung kann 9 Jahre dauern, wobei Kosten von 17 Mrd. Rubel (580 Mio. Dollar) budgetiert sind. Das Triebwerk soll die Voraussetzungen für eine bemannte Marsmission herstellen.

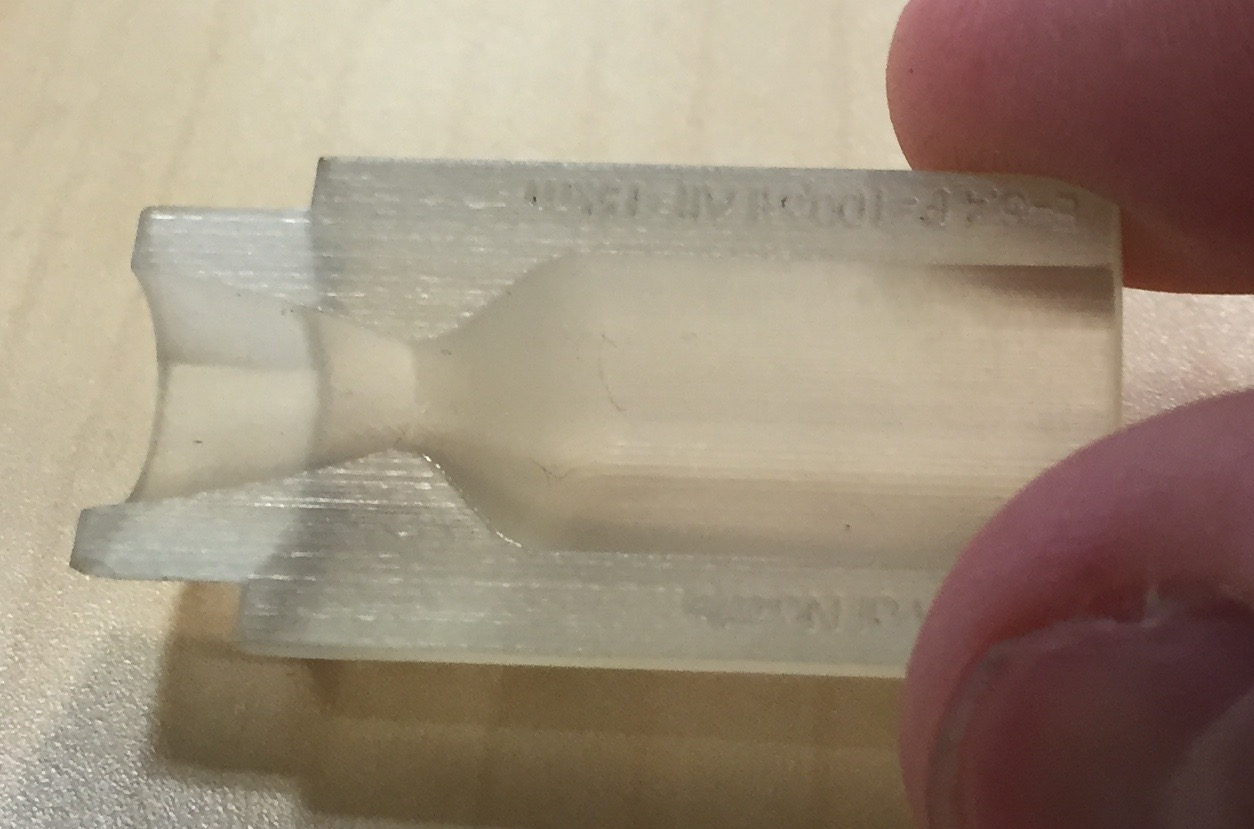
Schubdüse eines Kaltgastriebwerks einer Amateurrakete

Im Jahr 2021 hat die DARPA Aufträge an amerikanische Firmen vergeben, um neue Antriebe für Raketen um sublunaren Raum zu entwickeln. General Atomics, Blue Origin und Lockheed Martin erhielten Forschungsgelder, um bis Ende 2022 ein Kernenergieantriebssystem für ein Raumschiff zu entwickeln. Dann soll es eine Ausschreibung geben, die in einem Testflug im Weltall im Jahr 2025 münden soll.
2027 soll der von Lockheed Martin und BWX Technologies entwickelte X-NTRV getestet werden.

### Kaltgastriebwerk
Beim Kaltgasantrieb wird ein unter Druck stehendes Gas, meist Stickstoff, aus einem Druckbehälter über Düsen entspannt. Durch den niedrigen spezifischen Impuls wird dieser Antrieb meist zur Lagestabilisierung von kleinen und kostengünstigen Satelliten eingesetzt.

## Wirkungsgrad des Raketenantriebs

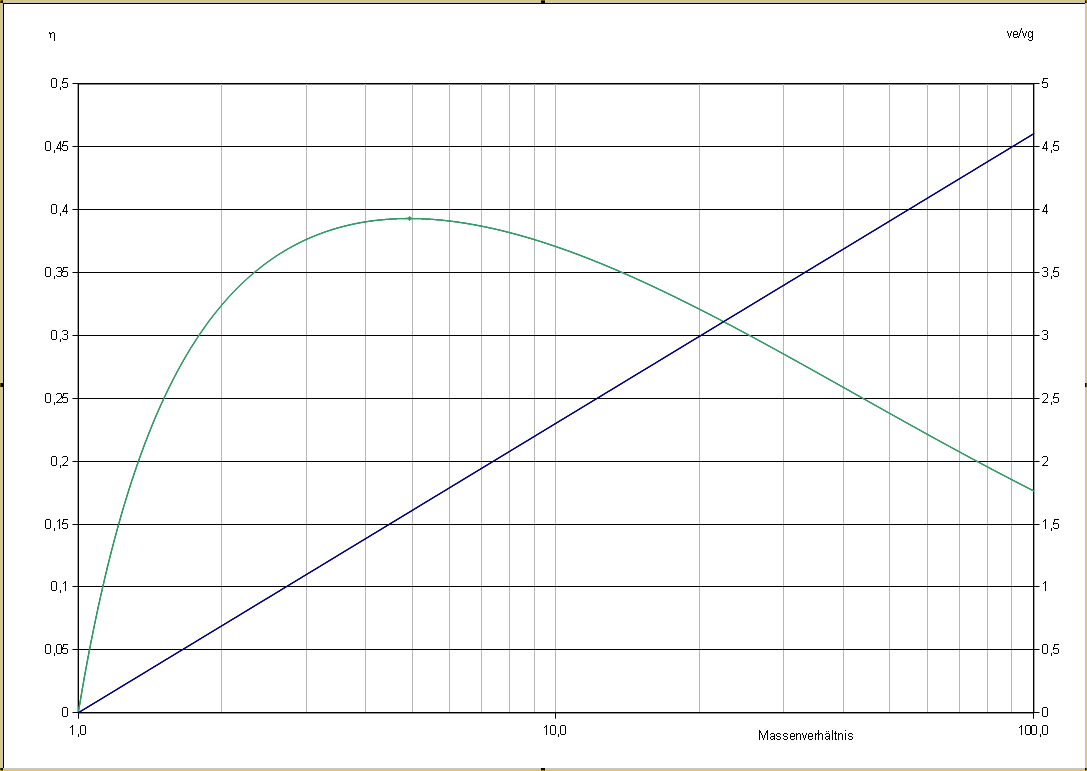
Geschwindigkeitsverhältnis ve/vg und Wirkungsgrad als Funktion des Massenverhältnisses

Zur Bestimmung des Wirkungsgrades gehen wir davon aus, dass eine Energie {\displaystyle E} die Treibstoffmasse {\displaystyle M} und die verbleibende Fahrzeugmasse {\displaystyle m} (Struktur, Nutzlast usw.) auseinandertreibt. Für die interessierende Geschwindigkeit {\displaystyle V} der Rakete nach der Antriebsphase erhält man die kinetische Energie
{\displaystyle E_{\text{Rakete}}={\frac {1}{2}}mV^{2}}
Ferner gilt wegen Impulserhaltung folgende Relation zur Geschwindigkeit {\displaystyle v_{g}} des Treibstoffs:
{\displaystyle V=-{\frac {M}{m}}v_{g}}
Eingesetzt und nach der Energie der Rakete aufgelöst erhält man
{\displaystyle E_{\text{Rakete}}={\frac {1}{2}}{\frac {M^{2}v_{g}^{2}}{m}}}
Mit Einführung des Massenverhältnisses {\displaystyle R} (Anfangsmasse/Endmasse) und bezogen auf die gesamte zur Verfügung stehende Energie erhält man
{\displaystyle {\frac {E_{\text{Rakete}}}{E}}={\frac {R-1}{R}}}
Dabei wird allerdings vorausgesetzt, dass die gesamte Energie auf einen Schlag in Geschwindigkeit umgesetzt wird. Dies ist in der Realität nicht erreichbar, vielmehr geht ein wesentlicher Teil der Energie zur Beschleunigung des noch unverbrannten Treibstoffes verloren. Man integriert daher analog zum Verfahren bei der Raketengrundgleichung und erhält wieder aus der Relation zur Gesamtenergie
{\displaystyle {\frac {E_{\text{Rakete}}}{E}}={\frac {\ln ^{2}R}{\ln ^{2}R+(R-1)}}}
Die entsprechende Funktion weist ein deutliches Maximum bei einem Massenverhältnis von knapp 5 auf, erreicht aber auch dann nur knapp 40 %.

## Test
Das Deutsche Zentrum für Luft- und Raumfahrt betreibt in Lampoldshausen das „Europäische Zentrum für Raumfahrtantriebe“, in dem beispielsweise das Hauptstufentriebwerk Vulcain 2.1 für die Ariane 6 getestet wird – Europas bisher stärkstes Raketentriebwerk (Stand 10/2018).